# Piresia goeldii
Piresia goeldii är en gräsart som beskrevs av Jason Richard Swallen. Piresia goeldii ingår i släktet Piresia och familjen gräs. Inga underarter finns listade i Catalogue of Life.